# 尊子
尊子（原名黃紀鈞，1955年—），另有筆名「紀文」，香港漫畫家，以時事政治諷刺漫畫聞名，作品多見於《明報》、《蘋果日報》及《壹週刊》。

## 簡歷
尊子於1955年生於香港，早年在九龍馬頭圍邨成長，就讀拔萃男書院；1978年從香港中文大學藝術系畢業。畢業後第一年任職中學教師，期間兼職為《百姓》半月刊畫漫畫，後到《明報》任職記者。1983年接替逝世的王司馬（「狄保士」時事政治漫畫系列），開始以筆名「尊子」、「紀文」為《明報》畫時事政治漫畫。1980年代，中英談判香港九七前途問題，港人憂慮前途、關心政治，政治漫畫受歡迎；尊子同時替4份報章供漫畫，也曾為「討生活」幫立場親中共的《新晚報》、中共港澳工委控制的《大公報》畫漫畫。
1983年，尊子與莫樺、一木、馬龍和楊維邦創立香港漫畫研究社，成員的漫畫主題主要是時事政治。香港漫畫研究社曾舉辦多個漫畫展及多項漫畫活動，並多次舉辦活動與中國漫畫家交流。
尊子的作品，題材多數環繞香港的政治新聞，大部分重要的香港、內地政治人物都曾在他的漫畫裡出現。尊子創作的漫畫專欄包括《明報》副刊「乜議員」（彩色三格）、《蘋果日報》（現已停刊）副刊「尊子記事簿」（自由標題附彩色一格）和政治版「江湖滾熱辣」（四格彩色附對話）、及《壹週刊》（現已停刊）「本週新聞摘要」（新聞照片附設計對白，漫畫及政治海報）等。
尊子曾在香港開個人作品展。他的作品曾被新加坡政府及澳門特區政府封禁。2000年獲邀到新加坡參展，但作品經多次修改，仍不能通過當局的審批，結果他選擇放棄參展。
明報教育出版社出版之高中通識教育科單元二「今日香港」教科書標榜以其漫畫作為學習素材，經教育局「專業諮詢服務」前原收錄13幅，之後逾半被出版社刪除。
尊子已婚，妻子陳也曾是《明報》記者，亦曾在《蘋果日報》有專欄《頂級頂肺》。

### 著作被政府封殺
2023年5月10日，尊子表示，由於其一篇讽刺漫画被香港政府机构批评，《明报》決定於5月14日起暂停连载他的漫画专栏。到5月11日，網絡媒體《集誌社》發現尊子的書籍及資料在公共圖書館已經遭下架，無法再搜尋。康文署回覆查詢未有確認是否已將尊子相關書籍和資料下架，指圖書館會不時檢視及註銷不符館藏發展書籍，「涉嫌内容可能違反國家安全或香港法律的書籍，會立即下架以作檢視」。

## 作品

### 專集
- 《黑材料》（1989年）
- 《混脹東西：尊子漫畫二集》（1991年）
- 《七情上面》（1993年）
- 《鄧伯爺》（1994年）
- 《尊子漫畫──"港"中英》（1994年）
- 《鄧伯爺》二集（1997年）
- 《乜議員正傳》（1997年）
- 《老抽中國》（2019年）
- 《生抽香港》（2019年）
- 《疫下扎行馬》（2020年）

### 專欄
- 蘋果日報-江湖滾熱辣
- 蘋果日報-尊子記事簿
- 蘋果日報-世謬中心
- 壹週刊-壹週報
- 明報-尊子漫畫
- 明報-乜議員

## 外部連結
- 尊子作品（页面存档备份，存于）
- 尊子蘋果日報專欄（页面存档备份，存于）
- 政治漫畫吐心聲－黃紀鈞（页面存档备份，存于）

## 資料來源
1. 1 2 3  . 明報. 2011-12-08  [2023-04-04]. （原始内容存档于2023-04-05）.
2. ↑  . 明報. 2018-11-18  [2018-11-18]. （原始内容存档于2018-11-24）.
3. ↑  . 2012-05-07  [2018-11-18]. （原始内容存档于2018-11-18）.
4. ↑  . 星島日報. 2020-08-19  [2022-03-01]. （原始内容存档于2022-03-01）.
5. ↑  . 美国之音. 2023-05-10  [2023-05-10]. （原始内容存档于2023-05-13） （中文）.
6. ↑  . 集誌社. 2023-05-11  [2023-05-11]. （原始内容存档于2023-05-11）.